# Cardiff Metropolitan University F.C.
Cardiff Metropolitan University F.C. (wal. Clwb Pêl-droed Prifysgol Met Caerdydd) – walijski klub piłkarski z siedzibą w mieście Cardiff.

## Historia
Chronologia nazw:
- 1984—1990: Cardiff A.F.C.
- 1990—1996: Inter Cardiff F.C.
- 1996—1999: Inter CableTel F.C. Cardiff
- 1999—2000: Inter Cardiff F.C.
- 2000—2012: UWIC Inter Cardiff F.C.
- od 2012: Cardiff Metropolitan University F.C.

Klub został założony w 1984 roku jako Cardiff A.F.C. w wyniku fuzji klubów Lake United Cardiff F.C. i Rumney Rangers F.C.. W 1990 roku połączył się z Sully Cardiff F.C. tworząc Inter Cardiff F.C.. W 1992 zespół debiutował w nowo utworzonej Welsh Premier League. W 1996 roku po uzyskaniu po sponsora klub został przemianowany na Inter CableTel A.F.C., a w 1999 roku powrócił do nazwy Inter Cardiff F.C.. W 2000 roku odbyła się fuzja z UWIC F.C. Nowy klub otrzymał nazwę UWIC Inter Cardiff F.C.. W 2001 zespół zajął ostatnie 18.miejsce i spadł do Welsh Football League Division One. W 2003 klub dotknęły poważne kłopoty finansowe i zaczął stopniowo spadać do niższych lig: w sezonie 2007/08 nie brał udziału, w 2008 do Welsh Football League Division Two, a w 2010 do Welsh Football League Division Three. Latem 2012 znów zmienił nazwę, tym razem na Cardiff Metropolitan University F.C..
Inter Cardiff trzykrotnie reprezentował Walię w Pucharze UEFA (1994/95, 1997/98, 1999/2000).

## Sukcesy
- Mistrzostwo Walii:
  - 2.miejsce (4): 1993, 1994, 1997, 1999
- Puchar Walii:
  - zdobywca (1): 1999
- Welsh Football League Cup:
  - zdobywca (2): 1984, 1997
  - finalista (1): 1987

## Stadion
Cyncoed Campus może pomieścić 2,000 widzów.

## Europejskie puchary
Legenda do wszystkich tabel:
- Q – runda eliminacyjna, 1/16, 1/8, 1/4, 1/2 – odpowiednia faza rozgrywek, Grupa – runda grupowa, 1r gr – pierwsza runda grupowa, 2r gr – druga runda grupowa, F – finał, R – runda, PO – play-off
- k. – rzuty karne, los. – losowanie, Dogr. – dogrywka, w. – zasada bramek strzelonych na wyjeździe

| Sezon     | Rozgrywki   | Runda | Przeciwnik         | Dom | Wyjazd | Ogólnie |
| --------- | ----------- | ----- | ------------------ | --- | ------ | ------- |
| 1994/95   | Puchar UEFA | Q     | GKS Katowice       | 0–2 | 0–6    | 0–8     |
| 1997/98   | Puchar UEFA | 1Q    | Celtic F.C.        | 0–3 | 0–5    | 0–8     |
| 1999/2000 | Puchar UEFA | Q     | ND Gorica          | 1–0 | 0–2    | 1–2     |
| 2019/20   | Liga Europy | PQ    | Progrès Niedercorn | 2–1 | 0–1    | 2–2, w. |